# Бюро технічної інвентаризації
Бюро технічної інвентаризації (БТІ) — підприємства, як правило комунальної власності, які до 28 грудня 2012 року монопольно здійснювали технічну інвентаризацію об'єктів нерухомого майна та до 1 січня 2013 року — державну реєстрацію прав власності на них.
У зв'язку з прийняттям 28 грудня 2012 року Міністерством регіонального розвитку, будівництва та житлово-комунального господарства України (Мінрегіоном) Наказу № 658 про внесення змін до Інструкції про порядок проведення технічної інвентаризації об'єктів нерухомого майна всі суб'єкти господарювання, у складі яких працює один або більше відповідальних виконавців окремих видів робіт або послуг, пов'язаних зі створенням об'єктів архітектури, які пройшли професійну атестацію у Мінрегіоні й отримали кваліфікаційний сертифікат, отримали право проведення технічної інвентаризації.
У зв'язку з набуттям чинності змін до Закону України «Про реєстрацію речових прав на нерухоме майно та їх обтяжень» з 1 січня 2013 року функції державної реєстрації прав на нерухоме майно почала виконувати новостворена Державна реєстраційна служба України.
У деяких містах державних або комунальних БТІ не збереглося, і цю нішу ринку заповнили приватні установи. Часто БТІ виконують й інші супутні послуги — геодезичні роботи, питання приватизації тощо.